# Горан Туфегџић
Горан Туфегџић (Пожаревац, 15. новембар 1971) је српски фудбалски тренер и бивши фудбалер.

## Каријера
Туфегџић је краткотрајну играчку каријеру започео 1987. у нижелигашком клубу ФК Млади радник одакле је 1989. стављен на листу играча за југословенску олимпијску репрезентацију.
Тренерску каријеру започео је 1999. у Младом раднику док је током 2001. и 2002. године радио у фудбалској школи Фудбалског савеза Србије.
Након тога, Туфегџић се сели у Кувајт где постаје помоћни тренер Мохамеду Ибрахему у Ал-Кадсији. Ускоро се Туфегџић враћа у Србију где поново тренира екипу Младог радника а клуб је под његовим вођством изборио пласман у виши ранг. Повратком у Кувајт, Туфегџић је поново постао помоћни тренер у Ал-Кадсији док је између 2007. и 2009. године тренирао Ал-Шабаб.
У кувајтској репрезентацији, Туфегџић је најпре био помоћник селектору и претходном сараднику Мохамеду Ибрахему. Одласком Ибрахема, Туфегџић је 1. фебруара 2009. именован за новог селектора а том приликом је са кувајтским фудбалским савезом потписао једногодишњи уговор. Уговор му је 6. маја 2010. продужен на још шеснаест месеци.
Кувајтска репрезентација је под Туфегџићевим вођством 2010. године освојила Западноазијски и Заливски куп.

## Освојени трофеји

### Тренерски трофеји
| Екипа  | Трофеј             | Година |
| ------ | ------------------ | ------ |
| Кувајт | Западноазијски куп | 2010   |
| Кувајт | Заливски куп       | 2010   |